# Wind River (2000)
Wind River ist ein 1999 gedrehter Spielfilm, der auf historischen Ereignissen beruht, die durch Memoiren von Elijah Nicholas Wilson (1842–1915) überliefert sind.

## Handlung
1855 nimmt der 13-jährige Nick Wilson, der mit seiner verwitweten Mutter Martha Wilson auf einer Farm lebt, eine Einladung zu einem nahe gelegenen Dorf der Shoshonen an. Die dortigen Bewohner sind aber voll Sorge wegen eines Traums einer der Ältesten. Nick allerdings ist einfach froh, einmal ein Abenteuer zu erleben. Er nimmt an Übungen teil, die Gleichaltrige dort durchlaufen, um Shoshonen-Krieger zu werden. Seine Fähigkeit, mit Pfeil und Bogen umzugehen, wird schon bald auf die Probe gestellt, als ein von einem gefürchteten Krieger namens Pocatello angeführter Stamm und ein paar „Weiße“ das Dorf in Gefahr bringen.

## Hintergrund
Der Film basiert auf dem 1919 erschienenen Buch „The White Indian Boy“ von Elijah Nicholas Wilson und Howard R. Driggs.

## Kritiken
„Gibt dem Zuschauer einen Einblick in die Kultur der amerikanischen Ureinwohner. Das ist viel mehr, als die meisten Western zu diesem Thema zu bieten haben.“